# Galleria del San Bernardino
La galleria del San Bernardino è stata costruita tra il 1961 e il 1967, e collega i villaggi di Hinterrhein con San Bernardino (frazione del comune di Mesocco), nel canton Grigioni. Venne inaugurata il 1º dicembre 1967. La galleria rappresenta l'opera principale dell'autostrada A13 tra Sankt Margrethen e Bellinzona e permette di evitare il passo del San Bernardino.

## La galleria
La galleria collega la Svizzera tedesca con quella italiana e rappresenta per il traffico di merci su strada e individuale il secondo collegamento per importanza attraverso le Alpi in Svizzera, dopo il traforo del San Gottardo. Si tratta di una galleria a un solo tubo con traffico bidirezionale. La velocità massima consentita è di 80 km/h.
Al momento della progettazione l'intensità attuale del traffico non era immaginabile. Dal punto di vista odierno la larghezza della carreggiata risulta essere scarsa. I sistemi di ventilazione non corrispondevano più alle moderne esigenze e non esisteva un cunicolo di fuga e di salvataggio fino a quando tra il 1998 e il 2007 vennero eseguiti i lavori di rinnovo.
La strada del San Bernardino serve per il traffico pesante internazionale quale via alternativa all'autostrada A2, in particolare quando la galleria stradale del San Gottardo è chiusa per incidenti o eventi naturali sulle rampe di accesso. Ciò malgrado, le pendenze che raggiungono l'8%, i numerosi tornanti molto stretti e la larghezza della galleria insufficiente per un transito fluido e sicuro del traffico pesante.

## Il risanamento totale
L'età dell'opera e il carico crescente di veicoli hanno reso necessario un rinnovo della galleria. I lavori di risanamento, iniziati nel 1998, si sono conclusi nel 2007. Il 22 settembre 2007 è stata festeggiata la conclusione dei lavori di risanamento, contemporaneamente al giubileo dei 40 anni dall'apertura della galleria.
Nell'ambito di questo progetto vennero eseguiti i lavori seguenti:
- Abbassamento della platea del canale centrale
- Rinnovo del sistema di evacuazione delle acque (sistema separato) e dei canali tecnici
- Rinnovo degli impianti elettromeccanici
- Adattamento della ventilazione per l'esercizio normale e per il caso d'incendio alle esigenze attuali
- Creazione di un cunicolo di fuga e di salvataggio (uscite di sicurezza)
- Demolizione e ricostruzione della piattabanda
- Sostituzione degli elementi prefabbricati di rivestimento delle pareti

I lavori di risanamento furono eseguiti con la galleria in esercizio. I costi complessivi ammontarono a circa 240 milioni di franchi svizzeri (circa 240 milioni di Euro).